# Злая: Навсегда
«Зла́я: Навсегда́» (англ. Wicked: For Good) — предстоящий американский музыкальный фэнтезийный фильм режиссёра Джона Чу, адаптированный Стивеном Шварцем и Уинни Холцман из их мюзикла «Злая». В фильме снялись Синтия Эриво, Ариана Гранде, Джонатан Бейли и Джефф Голдблюм. Второй фильм дилогии «Злая». Его премьера запланирована на 21 ноября 2025 года.

## Сюжет
В центре сюжета — две ведьмы страны Оз: Эльфаба, девушка-изгой с зелёной кожей — будущая злая ведьма запада, и Глинда, привлекательная и амбициозная девушка, ставшая впоследствии доброй ведьмой Юга; рассказывается история взросления двух девушек, их соперничества в борьбе за одного возлюбленного, а также борьбе с тиранией Волшебника, усилиями которого жители страны Оз были настроены против Эльфабы.

## В ролях
- Синтия Эриво — Эльфаба
- Ариана Гранде — Глинда
- Джонатан Бейли — Фиеро
- Джефф Голдблюм — Волшебник
- Итан Слейтер — Бок
- Мишель Йео — Мадам Моррибль
- Марисса Боде — Нессароза
- Боуэн Янг — Пфанни
- Бронуин Джеймс — Шен-шен
- Кила Сетлл[англ.] — Мисс Коддл
- Эрон Тео — Аварик
- Колин Майкл Кармайкл — Профессор Никидик

## Производство
В ноябре 2021 года на главные роли в фильме были утверждены Синтия Эриво и Ариана Гранде. В сентябре 2022 года к актёрскому составу присоединился Джонатан Бейли. Позднее стало известно, что в фильме снимутся Джефф Голдблюм, Итан Слейтер, Мишель, Марисса Боде, Боуэн Янг, Бронуин Джеймс, Кила Сетлл, Эрон Тео и Колин Майкл Кармайкл.
В июле 2022 года стало известно, что съёмки пройдут в недавно построенной киностудии Sky Studios в Элзтри (графство Хартфордшир, Англия), репетиции начнутся в августе, а непосредственно съёмочный период стартует в ноябре. 9 декабря 2022 года Джон Чу сообщил в своём Твиттере, что съёмки начались.
Съёмки обеих частей фильма «Злая» проходили параллельно, и к июлю 2023 года были практически завершены, однако потом началась забастовка профсоюза киноактёров, из-за чего съёмки были приостановлены. Съёмки возобновились 24 января 2024 и завершились два дня спустя. Голоса актёров во время исполнения песен были записаны вживую на съёмочной площадке. В мае 2025 года стало известно, что съемки были возобновлены, актёры вновь прибыли в Великобританию, так как на этапе монтажа было обнаружено, что требуется доснять нескольких важных для сюжета сцен.
Фильм «Злая: Навсегда» выйдет в кинотеатрах США 21 ноября 2025 года

## Выпуск
Фильм планируется к выпуску в кинотеатрах с 21 ноября 2025 года компанией Universal Pictures. Первоначально премьера планировалась на 26 ноября 2025 года и 25 декабря 2025 года, но в обоих случаях была перенесена, чтобы избежать конкуренции с фильмами «Зверополис 2» и «Аватар: Огонь и пепел» соответственно.